# Långbro gård
För gården i Älvsjö, se Långbro gård, Älvsjö

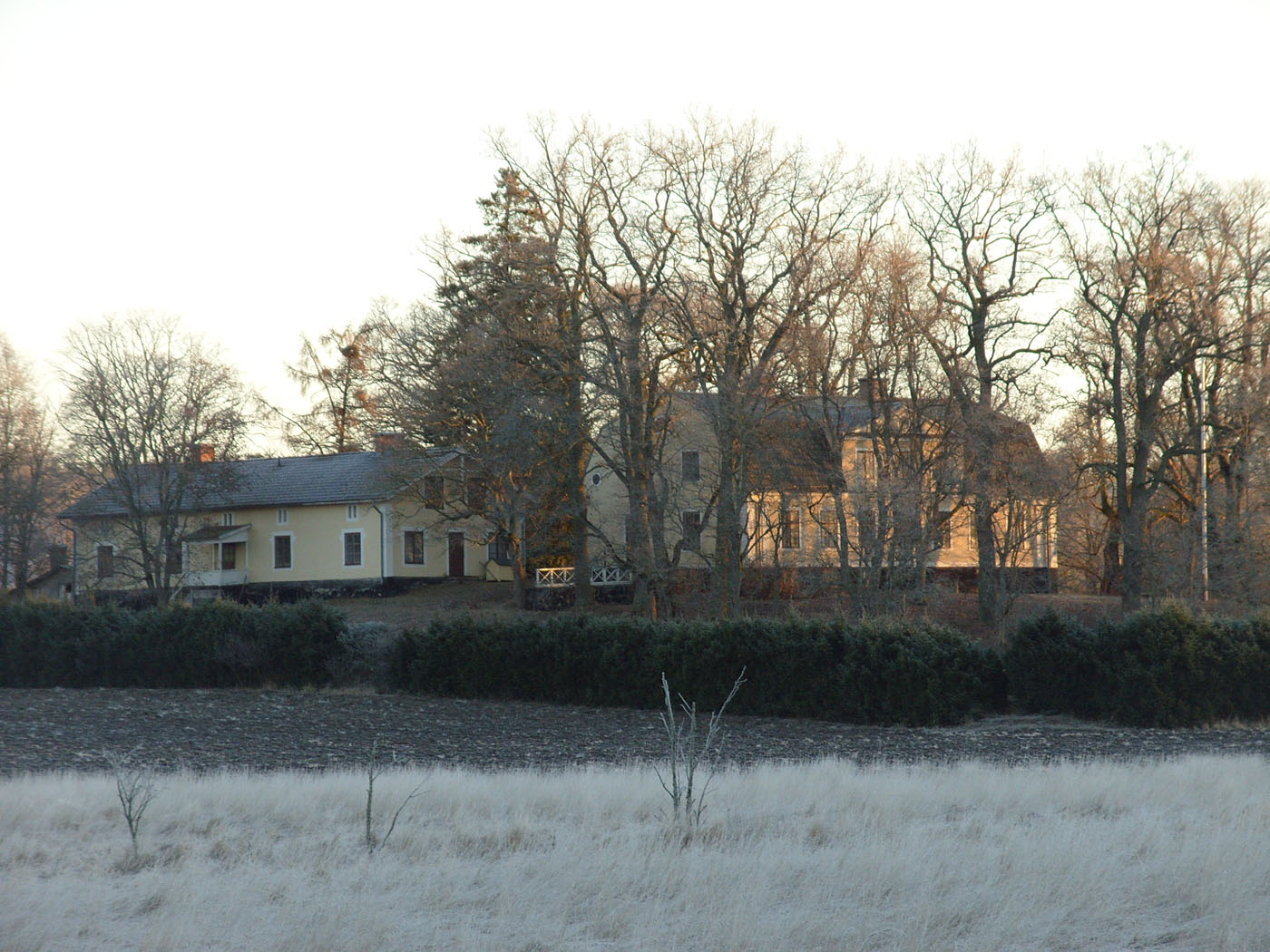
Långbro

Långbro gård i Mölnbo är en herrgård i Vårdinge socken i Södertälje kommun i Södermanland. Nuvarande huvudbyggnad är uppförd 1844, så gården ägdes av lagmannen Johan Wretman, och har byggts ut omkring 1910.
Långbro finns tidigast omnämnt 1334, då som "langhobro". Från 1600-talet var det ett säteri, och ägare har skiftat många gånger under historien. 1645 ägdes Långbro av Per Rosensköld, något senare av överståthållaren Schering Rosenhane, 1684 av landshövdingen Erik Lovisin.
Från tidigt 1800-tal drevs ett tegelbruk vid gården, och där tillverkades fastadtegel, murtegel och taktegel för försäljning. Det fanns vid den tiden även sågverk, tröskverk och kalkugn. Tegeltillverkningen fortsatte till sent 1800-tal.